# Stazione di Castano Primo
La stazione di Castano Primo è una fermata ferroviaria posta sulla linea Saronno-Novara, a servizio del comune di Castano Primo.

## Strutture ed impianti

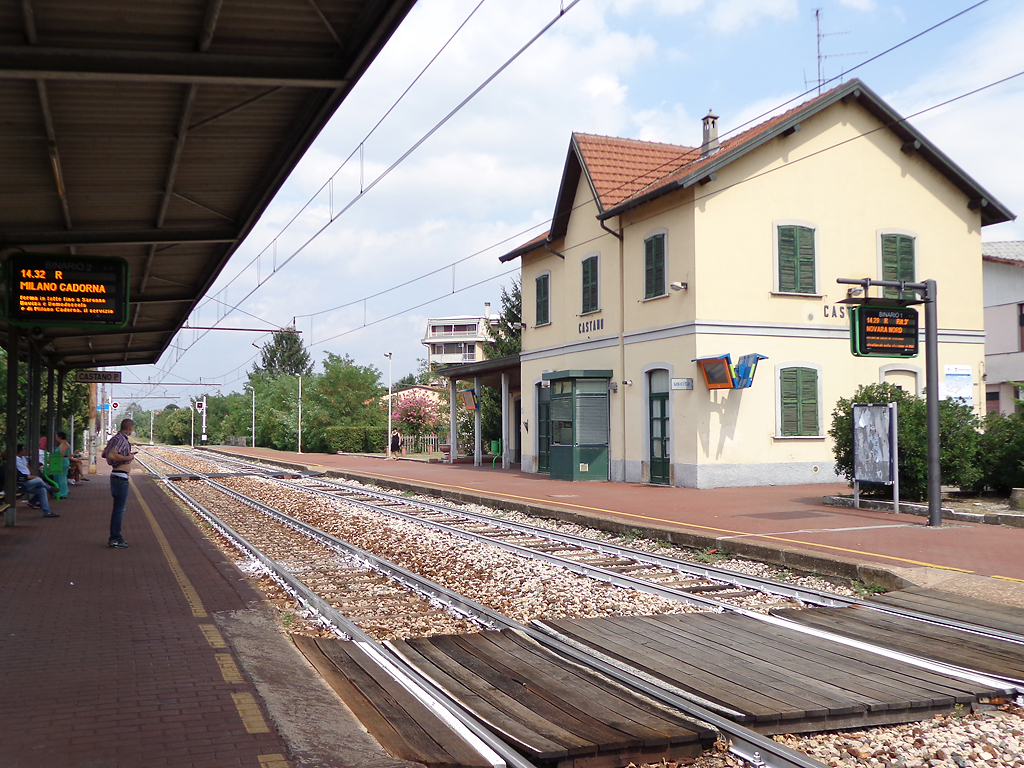
Il piazzale binari

Il fabbricato viaggiatori è un edificio costruito nel 1887. All'interno dello stesso è presente una biglietteria Trenord.
Il piazzale è formato da due binari, impiegati per il servizio passeggeri.
Attualmente l'impianto è classificato come fermata impresenziata.
È presente uno scalo merci che, al 2011, non è utilizzato.

## Movimento
La stazione è servita dai treni regionali Trenord in servizio sulla tratta Milano Cadorna–Saronno–Novara, cadenzati a frequenza oraria, con rinforzi alla mezz’ora nelle ore di punta dei giorni feriali, verso Milano la mattina e verso Novara la sera.
In tarda serata, i treni sono sostituiti da corse automobilistiche in coincidenza a Busto Arsizio FN con i treni Malpensa-Milano Cadorna.

## Servizi
- Biglietteria automatica